# Patricia Soto
Patricia Andrea Soto Bórquez (n. Santiago, 2 de junio de 1970) es una montañista chilena. Es la primera mujer chilena y sudamericana en llegar a la cumbre del monte Everest (2001) y en completar las Siete Cumbres (2007).

## Biografía
Nació en Santiago en 1970. Realizó sus estudios primarios y secundarios en colegios de comunas aledañas al Gran Santiago, como Melipilla y Talagante. Posteriormente ingresó a la Facultad de Ciencias Sociales de la Pontificia Universidad Católica de Chile (PUC), donde se tituló de trabajadora social en 1993. Durante sus estudios universitarios se integró al grupo de montañismo de su universidad, donde obtuvo el premio "a la mejor preseleccionada de montañismo" (1990), integró la selección de la PUC en dicha disciplina y obtuvo una beca "al deportista destacado" (1993). Sus primeros ascensos los realizó a montañas como Mirador del Morado (1989), El Plomo (1990), La Paloma (1991), Vegas del Corona (1992), volcán San José (1992), El Morado (1992) y Retumbadero Chico (1992).
Luego de su egreso de la universidad, realizó un magíster en Ciencias Políticas en la PUC e integró la rama de montañismo de la misma casa de estudios. En 1995 realizó un curso de caída libre en el club de paracaidismo Boinas Negras del Ejército de Chile, donde sobrevivió a un accidente y el 23 de diciembre de ese año no abordó el CASA 212 donde se realizaría el salto que finalizaba el curso, el que se estrelló en las cercanías de Rancagua, dejando un muerto. En 1997 se tituló de guía de montañismo por la Escuela Nacional de Montaña y se casó con el ingeniero y también montañista Rodrigo Fica. Entre 1996 y 2000 ascendió al Aconcagua en Argentina, al Ishinca, Urus y Pisco en el Perú, al Tarija y Pequeño Alpamayo en Bolivia, y al cerro Lo Valdés, volcán Isluga y volcán Guallatire en Chile.
En 2001 integró la expedición chilena de siete montañistas que ascendieron al monte Everest, incluyendo a cuatro escaladoras; éstas eran, además de Soto, Vivianne Cuq, Cristina Prieto y Andrea Muñoz. El 23 de mayo la expedición llegó a la cima del Everest, siendo Soto la primera del grupo en lograrlo, convirtiéndose en la primera chilena y sudamericana en realizar dicha hazaña.

El día estaba maravilloso... lo logré. Estaba en la cima del mundo... aún no lo puedo creer. Todo ha sido tan maravilloso, la montaña esperó por mí. Enferma y todo lo hice. No lo puedo creer aún. Luego llegó Cristina, Vivianne y Phillipe. Christián arribó a la cumbre más tarde, lo cruzamos cuando veníamos bajando. La bajada... no fue nada de fácil para mí. Phillipe me tuvo que ayudar porque venía agotadísima. El oxígeno se me acabó en la cumbre, asi que me costó un mundo bajar de la cumbre a la cumbre sur, donde habíamos dejado botellas de reserva.
Patricia Soto, 28 de mayo de 2001.

A partir de su ascenso al Everest, emprendió el desafío —que inicialmente incluía a sus compañeras Cristina Prieto y Andrea Muñoz, que se restaron por problemas económicos— de llegar a las cimas de las Siete Cumbres, nombre con que se conoce a los siete puntos más altos del planeta, para lo cual siguió la lista de Reinhold Messner. Así llegó las cumbres del Aconcagua (2001), Denali (2003), Elbrus (2004), Kilimanjaro (2005), Vinson (2006) y Jaya (2007), siendo la primera sudamericana en lograrlo.
Desde el 2008 hasta la fecha es miembro del Club Alemán Andino, club donde además imparte cursos relacionados con la montaña.